# 전국 주민자치 박람회
전국 주민자치 박람회는 2001년에 시작된 박람회이다. 최근에는 2007년 10월 11일부터 10월 13일까지 속초에 있는 청초호 유원지에서 개최되었다. 다음 박람회는 2008년 10월 9일부터 10월 11일까지 경기도 시흥에 있는 여성회관 일원에서 개최된다. 이번 박람회는 시흥시청, 사단법인 열린 사회 시민 연합이 주최하고 행정안전부와 경기도청이 후원한다. 
여수에서 개최된 제 16회 전국 주민자치 박람회에서 안산시 상록구 일동이 영예의 대상을 수상했다.